# BG體育場
BG體育場是一座位于泰国巴吞他尼府探耶武里县探耶武里镇体育场。通常被用于足球比赛，泰国足球超级联赛球队巴吞聯主场所在地。该体育场可容纳13,000人。